# Francisco de Ulloa

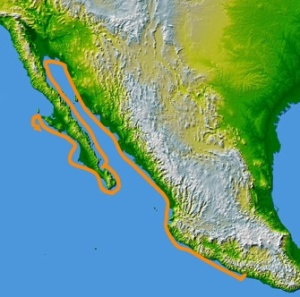
Ruta del viaje de Francisco de Ulloa en 1539 por la costa occidental de México, desde Acapulco México

Francisco de Ulloa (¿? - desaparecido en la costa del Pacífico de Norteamérica en 1540) fue un navegante español que exploró la costa occidental del actual México por comisión de Hernán Cortés.
Se ignora la fecha y lugar de su nacimiento, aun cuando es seguro que era español. Se sabe que acompañó a Cortés en el tercer viaje de exploración de la Mar del Sur (océano Pacífico), viaje en el cual Cortés trató de establecer una colonia en la bahía de La Paz (Baja California Sur), que nombró como bahía de la Santa Cruz. Al retirarse Cortés hacia la Nueva España, lo dejó a cargo del asentamiento, cargo que ostentó hasta que el virrey Antonio de Mendoza y Pacheco ordenó que se abandonara la colonia y regresaran los colonos a la Nueva España.

## Exploración del golfo de California
Fue el primer europeo que exploró todo el golfo de California y recorrió ambos litorales del golfo en 1539.
Hernán Cortés, que ya había patrocinado tres viajes fracasados de exploración de la Mar del Sur, decidió enviar un cuarto viaje de exploración al mando de Francisco de Ulloa en 1539. Partió la expedición del puerto de Acapulco el 8 de julio del año citado a bordo de los barcos Santo Tomás, Santa Águeda y Trinidad. A la altura de las islas Marías se vieron obligados a abandonar el navío Santo Tomás, continuando el viaje de exploración en los dos buques restantes.
Llegaron al golfo de California y visitaron en el viaje de ida y vuelta la abandonada población de la Santa Cruz, conocida actualmente como La Paz (Baja California Sur). Llegaron al extremo norte del golfo el 28 de septiembre, a lo que se conoce actualmente como desembocadura del río Colorado y llamaron a la boca del río «Ancón de San Andrés», levantándose una breve acta cuyo texto se transcribe:

Yo Pedro de Palenzia, escribano público desta armada, doy fe e verdadero testimonio a todos los señores que la presente vieren, a quienes Dios nuestro señor guarde de mal, como en veinte e ocho días del mes de septiembre de mil e quinientos e treinta e nueve años, el muy magnífico señor Francisco de Ulloa, teniente de gobernador y capitán desta armada por el ilustrísimo señor Marqués del Valle de Guajaca (Oaxaca), tomó posesión en el ancón de San Andrés y mar bermeja, que es en la costa desta Nueva España hazia el Norte, que está en altura de treinta y tres grados y medio, por el dicho Sr. Marqués del Valle en nombre del Emperador nuestro rey de Castilla, actual y realmente, poniendo mano a la espada, diziendo que si abía alguna persona que se lo contradijese, que él estaba presto para se lo defender, cortando con ella árboles, arrancando yerbas, meneando piedras de una parte a otra, y sacando agua de la mar; todo en señal de posesión.

Testigos que fueron presentes a lo que dicho es los reverendos padres del señor San Francisco, el padre Fray Raymundo, el padre fray Antonio de Mena, Francisco de Terrazas, veedor Diego de Haro, Gabriel Márquez. Fecho día mes y año susodicho. E yo Pedro de Palenzia, escribano público desta armada, le escribí según ante mi pasó; por ende fize aquí este signo mío, que es tal, en testimonio de verdad.- Pedro de Palencia, escribano público. Frater Ramundus Alilius, Frater Antonius de Mena, - Gabriel Márquez. - Diego de Haro. - Francisco de Terrazas.
Pedro de Palencia

Después de haber desembarcado y tomado posesión de las tierras del extremo Norte del Mar Bermeja (golfo de California) —nombre que le dieron por la coloración rojiza de las aguas que se teñían con las aguas procedentes del río Colorado—, iniciaron el regreso al poblado de la Santa Cruz, doblaron el cabo San Lucas y entraron en el océano Pacífico. Por la actual bahía Magdalena pasó el día 5 de diciembre sin entrar en ella por estar herido Ulloa, a causa de una escaramuza que sostuvo con los nativos.
Así mismo hizo con la siguiente toma de posesión en 26 grados, en el norte de Sinaloa, en la desembocadura de un río que llamaron San Pedro y San Pablo, hoy río Fuerte.
"Yo Pedro de Palencia, escribano público de esta armada, doy fe y verdadero testimonio a todos los señores que la presente vieren, a quien Dios nuestro Señor guarde de mal, como en diez días del mes de septiembre de mil e quinientos e treinta e nueve años, el muy magnífico señor Francisco de Ulloa, teniente de gobernador y capitán general de esta armada, por el ilustrísimo señor Marqués de valle de guajaca, llegó sobre este río de San Pedro e San Pablo, que está en altura de veinty y seis grados y medio, por la costa de esta Nueva España hacia el norte de Culiacán, y pidió a mí escribano le diese por testimonio como en pensaba  hacer un descubrimiento con esta armada, desde dicho arribo a  San Pedro e San Pablo, por el ilustrísimo señor marqués del valle, en nombre del emperador rey nuestro señor,  y rey de Castilla y le puse el mío signo.
Testigos que fueron presentes, a lo que dicho es:  El reverendo padre de la orden del señor San Francisco Fray pedro De Acuche y Fermín Preciado, y Pedro De Busto y Martín De Espinosa, estantes en dicha armada, fecha día e mes e año suso dicho, e yo Pedro de Palencia, escribano público de esta dicha armada le escriví, según que ante my pasó, e por ende fize aquí este myo signo, en testimonio de verdad, Pedro de Palencia, escribano público, Martín De Espinosa, Francisco Preciado."
Con fecha de 5 de abril de 1540 dirigió a Cortés desde la isla de Cedros una relación de los sucesos de la exploración en el buque Santa Águeda: 

He decidido seguir en el Trinidad con las pocas provisiones y hombres, si Dios me otorga buen tiempo, tan lejos como pueda y el viento lo permita, y enviar este barco (el Santa Águeda) y estos hombres a la Nueva España con este informe, Dios quiera que el desenlace sea el que Su Señoría desea (...) beso la mano de Su Señoría.
Francisco de Ulloa

En el buque Trinidad continuó con la exploración: nunca más se supo de Francisco de Ulloa y de sus compañeros de navegación.
De similar protocolo, Ulloa, hizo la toma de posesión en los 26 grados, en el norte de Sinaloa, desembocadura del río San Pedro y San Pablo, hoy río Fuerte.
"Yo Pedro de Palencia, escribano público de esta armada, doy fe y verdadero testimonio a todos los señores que la presente vieren, a quien Dios nuestro Señor guarde de mal, como en diez días del mes de septiembre de mil e quinientos e treinta e nueve años, el muy magnífico señor Francisco de Ulloa, teniente de gobernador y capitán general de esta armada, por el ilustrísimo señor Marqués de valle de guajaca, llegó sobre este río de San Pedro e San Pablo, que está en altura de veinty y seis grados y medio, por la costa de esta Nueva España hacia el norte de Culiacán, y pidió a mí escribano le diese por testimonio como en pensaba  hacer un descubrimiento con esta armada, desde dicho arribo a  San Pedro e San Pablo, por el ilustrísimo señor marqués del valle, en nombre del emperador rey nuestro señor,  y rey de Castilla y le puse el mío signo.
Testigos que fueron presentes, a lo que dicho es:  El reverendo padre de la orden del señor San Francisco Fray pedro De Acuche y Fermín Preciado, y Pedro De Busto y Martín De Espinosa, estantes en dicha armada, fecha día e mes e año suso dicho, e yo Pedro de Palencia, escribano público de esta dicha armada le escriví, según que ante my pasó, e por ende fize aquí este myo signo, en testimonio de verdad, Pedro de Palencia, escribano público, Martín De Espinosa, Francisco Preciado."

## Su legado
Francisco de Ulloa fue el primer europeo que recorrió las costas de los hoy estados mexicanos de Baja California y Sonora, así como el Alto Golfo de California hasta llegar al delta o desembocadura del río Colorado, al cual nombraron Ancón de San Andrés, dobló el cabo San Lucas y recorrió el litoral del océano Pacífico hasta llegar a isla de Cedros en el actual estado de Baja California, siendo el primer europeo en llegar allí.
Fue Ulloa quien, al recorrer el Alto Golfo de California, estableció correctamente que la península no era una isla, como se había creído equivocadamente desde el primer descubrimiento de esas tierras por Fortún Jiménez y el propio Hernán Cortés. Ulloa llegó a la conclusión de que el golfo de California era el punto más austral de un estrecho que supuestamente conectaría el Pacífico y el golfo de San Lorenzo. Su viaje perpetuó la noción de la isla de California y vio el comienzo de la búsqueda de ese supuesto estrecho de Anián. El estrecho probablemente tomó su nombre de Ania, una provincia china mencionada en una edición de 1559 del libro de Marco Polo, que aparece por primera vez en un mapa publicado por el cartógrafo italiano Giacomo Gastaldi sobre 1562. Cinco años más tarde, Bolognini Zaltieri publicó un mapa que mostraba un estrecho y tortuoso estrecho de Anián que separaba Asia de América. El estrecho creció en la imaginación europea como una vía marítima fácil que uniría Europa con la residencia de Jaghan (el Gran Khan) en Catay (China norte). Originalmente fue emplazado aproximadamente a la latitud de la actual San Diego (California). 

## Nota al margen
En la página web del historiador Carlos López Urrutia existe un ensayo titulado El Real Ejército de California en el que se puede leer lo siguiente;

¿Hasta qué latitud alcanzó Ulloa en su viaje en busca del Estrecho de Anián? La cartografía de la época indica hasta unos 160 kilómetros al norte de la Isla de Cedros y en esto se han basado la mayoría de los historiadores para desestimar las exploraciones de Ulloa hacia el norte. Bernal Díaz dice que Ulloa volvió a Manzanillo y en documentos legales en España, Cortés se refiere a él como si todavía viviera en 1543. 

Existe, sin embargo, la declaración del piloto de La Trinidad, Pablo Salvador Hernández que volvió a Acapulco en un bote abierto después de varios meses de navegación. Hernández declara bajo juramento que  La Trinidad tuvo que ser abandonada ante la muerte de la mayoría de la tripulación en agosto de 1540. Embarcándose en un bote, dice haber bogado hasta Acapulco,¡un viaje de casi dos mil millas marinas! El Dr.J. J. Markey de Oceanside, pueblo situado unos 60 kilómetros al norte de San Diego, California, basándose en las direcciones de Hernández y en un mapa adjunto, logró en 1957 encontrar enterrado un zurrón de cuero con casi dos mil monedas españolas, seis esqueletos y una calavera de raza europea que el departamento de Antropología de la Universidad de California en Los Ángeles determinó tener por lo menos, 400 años.

Estos hechos parecen confirmar que Ulloa fue el descubridor de Alta California.
Carlos López Urrutia